# Pete Thorn
Peter "Pete" Thorn is een als Canadees geboren Amerikaanse sessiegitarist en YouTuber.

## Carrière
Hij toerde met onder meer Five for Fighting, Melissa Etheridge, Don Henley en Chris Cornell. Hij heeft daarnaast veel bekendheid onder gitaristen verworven met zijn YouTube-kanaal waarop hij gitaarapparatuur demonstreert en vrijwel iedere zondag live vragen van kijkers beantwoordt. Hij toont alleen video’s van apparatuur die hij goed vindt. Door fabrikanten toegestuurde apparaten die hem niet bevallen halen zijn YouTube-kanaal niet. Zijn kanaal heeft anno januari 2024 261.000 volgers. 
Naast zijn sessie- en toerwerk heeft hij ook enkele gitaar-gerichte soloalbums uitgebracht en geeft hij wereldwijd clinics op muzikantenconferenties en in muziekwinkels. De laatste jaren is hij regelmatig op tournee met The Classic Rock Show die tot nog toe vooral langs theaters in het Verenigd Koninkrijk toerde.
Pete Thorn heeft een signatuur-gitaar (Pete Thorn Signature), signatuur-elementen (Thornbuckers) en signatuur-versterkers (PT15 I.R. en PT100) bij Suhr Guitars en is zodoende ook vaak op muziekbeurzen te vinden als vertegenwoordiger van dat merk. Ook was hij te zien in een promotie video voor de Line 6 Helix.

## Trivia
- Toen Thorn in 2010 bij Melissa Etheridge ging spelen, heeft hij haar ook les in leadgitaarspel gegeven. Etheridge speelt sindsdien in sommige songs sologitaar.[4]